# Ovamboland
Ovamboland of Owamboland was een bantoestan, dat in 1968 door het Zuid-Afrikaanse apartheidsregime in Namibië werd gecreëerd. Volgens het Plan Odendaal zou de Ovambo-bevolking in Namibië, toentertijd Zuidwest-Afrika genoemd, net als alle andere etnische bevolkingsgroepen, in een speciaal voor hen gecreëerd thuisland worden ondergebracht, waar zij beperkt zelfbestuur zouden krijgen, onder het regime van Zuid-Afrika.
Meer dan de helft van Namibië, inclusief de rijke gebieden met natuurlijke bronnen, zoals diamanten, metalen en uraniumerts, zou gereserveerd blijven voor de blanke Zuid-Afrikaanse bevolking.
In 1973 werd door Zuid-Afrika voor Ovamboland de autonomie afgekondigd.

## Achtergrond
Van oudsher is het noorden de drukstbevolkte regio van Namibië. Het is in vergelijking tot het midden en zuiden vruchtbaar en rijk aan water.
In 1915 werd Zuidwest-Afrika, dat sinds 1883 door Duitsland was gekoloniseerd, bezet door Zuid-Afrika. Veel Ovambo werden in Namibië en Zuid-Afrika als goedkope arbeidskrachten tewerkgesteld en uitgebuit. In 1957 richtten studenten en gastarbeiders in Kaapstad Ovamboland People’s Congress (OPC) op, om op te komen voor de rechten van de Namibische migranten. In 1959 werd in Windhoek de Ovamboland People’s Organization (OPO) opgericht, met als doel onafhankelijkheid van Zuid-Afrika. Op 19 april 1960 werd de OPO omgevormd tot de SouthWest Africa People’s Organization (SWAPO).

## Uitvoering Plan Odendaal

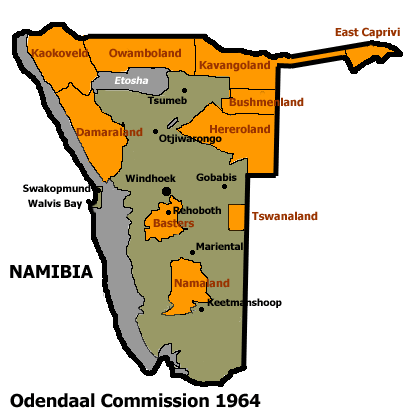
Ovamboland in Plan Odendaal
(midden-boven)

In 1964 werd het Plan Odendaal gepubliceerd, dat voorzag in een gedwongen verhuizing van elk van de belangrijkste etnische groepen in Namibië naar een eigen thuisland, terwijl de rest van het land bestemd was voor de blanke bevolking.
In 1968 werden de eerste thuislanden vastgesteld. In oktober van dat jaar werd Ovamboland toegewezen aan 7 stammen, die elk met 7 afgevaardigden een "parlement" (Legislative Council) mochten vormen, waaruit elke stam een lid mocht kiezen voor een lokaal bestuur (Executive Council). Het "parlement" kwam bijeen in Oshakati.

### Zelfbestuur
Op 27 april 1973 werd aan Ovamboland "zelfbestuur" gegeven, met als hoofdstad Ongwediva. Het Ovambo-parlement kreeg 35 benoemde en 21 gekozen (en vooraf goedgekeurde) leden. De verkiezingen waren uitgeschreven voor begin augustus. Vanwege de oppositie werd de noodtoestand uitgeroepen en alleen de Ovamboland Independence Party (OIP) mocht vrij campagne voeren. De organisaties SWAPO en DEMCOP en de Ovambo-Okavango Evangelical Lutheran Church riepen op tot een boycot van de verkiezingen. Van de pers werd tijdens de verkiezingen alleen de South African Press Association (SAPA)toegelaten. Na de verkiezingen werden veel aanhangers van de oppositie gearresteerd. Dankzij de succesvolle boycot was de opkomst slechts 2.5%.
In mei 1974 ging een eerste groep SWAPO-leden in ballingschap. In juni volgden zo'n 6000 leden, wegens de Zuid-Afrikaanse repressie en massa-arrestaties. SWAPO vormde vanuit de buurlanden een guerillafront langs de hele noordgrens van Namibië. Duizenden Namibiërs vluchtten naar Zambia en Zaïre en SWAPO opende daarom een diplomatieke vertegenwoordiging in Katanga, Zaïre.
In januari 1975 werden de verkiezingen herhaald. Door de repressieve maatregelen en intimidatie, was er ditmaal een opkomst van rond 80%. Mede door de eerdere vlucht van SWAPO-leden, was de boycot van de verkiezingen ditmaal niet succesvol. Na de moord op een Ovambo-minister op 16 augustus volgden nieuwe arrestaties en Zuid-Afrika voerde verdere wetgeving door. Later vluchtten nog eens duizenden SWAPO-leden naar Zambia.

## Sinds de onafhankelijkheid
Ovamboland werd na de onafhankelijkheid opgeheven en opgedeeld in vier regio's:
- Ohangwena (met als hoofdstad: Eenhana)
- Omusati (met als hoofdstad: Outapi)
- Oshana (met als hoofdstad: Oshakati)
- Oshikoto (met als hoofdstad: Tsumeb; na 2008: Omuthiya)